# Zelotes siyabonga
Zelotes siyabonga FitzPatrick, 2007 è un ragno appartenente alla famiglia Gnaphosidae.

## Etimologia
Il nome della specie deriva dal termine siyabonga che in ndebele del nord significa grazie, grazie di tutto, di cui non ne è specificata la motivazione.

## Caratteristiche
Questa specie appartiene al broomi group, le cui peculiarità sono: i maschi hanno l'apofisi terminale arrotondata e larga, l'apofisi mediana situata nella parte centrale del pedipalpo e l'embolus molto allungato. Nelle femmine la piastra dell'epigino è molto lunga e con i margini laterali arrotondati.
L'olotipo femminile rinvenuto ha lunghezza totale è di 10,00mm; la lunghezza del cefalotorace è di 4,17mm; e la larghezza è di 2,75mm.

## Distribuzione
La specie è stata reperita nello Zimbabwe occidentale: l'olotipo femminile è stato rinvenuto nei pressi del Riverside Ranch Camp, nel parco nazionale Hwange, sito nella valle del fiume Zambesi.

## Tassonomia
Al 2016 non sono note sottospecie e dal 2007 non sono stati esaminati nuovi esemplari.